# 吉歐爾
吉歐爾（Gjoll，Gjöll），在北歐神話中，屬於埃利伐加爾（Elivagar）這十二條河中的其中一條。由赫瓦格密爾（Hvergelmir）泉中流出，經過世界的鴻溝金倫加鴻溝（Ginunaga），而來到現世。據說此河流經海姆冥界靠其大門的地方，是北歐神話中的「冥河」。傳說中，河水極度冰冷，而且水中有刀子在流動著。河上有橋，橋身是鑲著黃金的水晶橋。另外有一個守橋的老巫婆──莫德古德。
另外，吉歐爾這個名字據說也是捆綁芬里爾狼的石頭的名稱。